# Luis Díaz Barriga
Luis Díaz Barriga (* 9. April 1986) ist ein ehemaliger mexikanischer Tennisspieler.

## Karriere
2003 spielte Dáiz Barriga erstmals ein Profiturnier auf der ITF Future Tour in Mexiko. Es dauerte jedoch bis 2005, bis er ein Match gewinnen konnte. 2008 gelang ihm erstmals im Doppel ein Halbfinale zu erreichen, ein Jahr später gewann er seinen ersten Titel und erreichte zwei weitere Finals.
2010 erreichte er gleich elf Finals bei Futures im Doppel, von denen er fünf gewinnen konnte. Damit stand er erstmals im Doppel in den Top 400 der Weltrangliste. Im Einzel erreichte er drei Halbfinals, konnte sich ansonsten aber nicht entscheidend durchsetzen. Anfang 2011 nahm er an der Qualifikation einiger Challenger-Turniere teil, schaffte es jedoch nur dreimal über die erste Runde des Hauptfeldes hinaus, wo dann immer Schluss war. Ansonsten gelang ihm sein einziger Future-Einzeltitel in Mexiko. Im Doppel hatte er sein erfolgreichstes Jahr mit einer Höchstplatzierung, dem 233. Rang, den er in Folge von 5 Future-Titeln und einiger Challenger-Teilnahmen erreichen konnte. Beim Challengerturnier von San José stand er mit seinem Partner Santiago González im Finale, in dem sie 3:6, 3:6 unterlagen. Des Weiteren stand er mit Miguel Ángel Reyes Varela dank einer Wildcard erstmals in einem Hauptfeld eines Turniers der ATP World Tour in Acapulco. Sie unterlagen jedoch in der Auftaktrunde im Match-Tie-Break mit [6:10] denkbar knapp. Mit selbigem Partner spielte er auch sein einziges Mal im Davis Cup gegen Kanada. Sie verloren auch dieses Match. 2012 konnte er zunächst an die anfänglichen Erfolge anknüpfen, nahm dann jedoch kaum noch an Turnieren teil. 2013 fiel er ganz aus der Tennisweltrangliste und spielte 2017 sein letztes Turnier.